# 아이티 다국적 안보 지원 임무
아이티 다국적 안보 지원 임무(Multinational Security Support Mission in Haiti, MSS)는 2018년 이후 악화되는 내전과 갱단의 폭력 속에서 아이티 정부의 법과 질서 회복을 위해 2023년 10월 2일 유엔 안전 보장 이사회 결의에 따라 창설된 국제 경찰이자 평화유지군이다.
이 임무는 케냐가 주도하고 아이티 국가경찰과 협력하여 진행한다. 유엔 안전 보장 이사회의 지원을 받긴 하나 유엔 평화유지군 작전에 속하진 않는다. 카리브 공동체 회원국인 자메이카, 바하마, 가이아나, 바베이도스, 앤티가 바부다와 방글라데시, 베냉, 차드에서 인력을 파견하겠다고 약속했다.. 당시 케냐의 외무장관인 알프레드 무투아는 스페인, 세네갈, 칠레가 안보요원을 파견할 가능성이 있다고 말했다.

## 배경
아이티 정부는 2021년 7월 조브넬 모이즈 대통령이 암살당한 후 붕괴되었고, 이후 현 총리인 아리엘 앙리가 선거 없이 권력을 장악했다. 앙리의 공식적인 임기는 2022년 초에 종료되었으나 이후 선거를 연기해 헌법상 위임장이나 선출직 공무원이 전혀 없이 통치하고 있으며, 2024년 3월 11일 앙리 총리는 과도대통령직 인수위원회가 수립된다면 사임하겠다고 발표했다.
정치적 교착 상태로 인해 갱단 전쟁과 폭력 전쟁이 매우 심하게 확대되었다. 2021년 이후 아이티 경찰(HNP)은 100명이 사망하고 인력은 7천명 이상 감소했으며 2023년 말까지 인구 1,100만명이 넘는 국가에서 경찰은 단 9천명만 있는 반면, 뉴욕시 경찰국과 비교하면 인구 8백만명의 도시에 경찰관 36,000명 이상 있어 매우 차이가 있다. 이런 문제는 콜레라 유행, 치명적인 지진, 경제 문제 등이 합쳐져 더 광범위한 인도주의적 위기를 일으키고 있다.
아이티는 이전부터 국제 치안 임무의 대상이었다. 미군과 유엔 민사경찰은 1990년대 중반 아이티 국가경찰이 막 설립되었을 때 같이 순찰을 나섰다. 2004년부터 2017년까진 유엔 아이티 안정화 미션(MINUSTAH) 무장 갱단 진압 임무를 포함한 광범위한 안보 임무를 수행했다. 이 임무는 훨씬 더 작은 규모의 경찰집단인 유엔 아이티 사법 지원 임무(MINUJUSTH)로 전환되었고 2019년 임무를 종료했다. 두 임무 모두 유엔군이 가난한 여성을 성적으로 착취하고 2010년대 콜레라 유행에 책임이 있다는 등 여러 논란에 휩싸였다.

### 안보리 결의안 제2699호
아이티 정부가 유엔에 국제 지원을 요청한 지 1년 후, 미국과 에콰도르가 유엔 안보리 결의안 제2699호를 작성했다. 2023년 10월 2일 채택된 이 결의안은 MSS에게 아이티 경찰의 갱단 대응, 치안 회복, 자유롭고 공정한 선거 여건 조성을 지원하도록 하는 임무를 내렸다. 또한 구금과 체포권을 포함해 아이티 내에 임시로 치안행정권을 부여했다. 또한 결의안에선 이전의 무기 금수 조치도 연장했다. 13개 회원국이 찬성표를 던졌고 러시아와 중국은 기권했다.
2024년 2월 브라질과 가이아나에서 임무에 관한 회의가 열렸고 여러 국가에서 추가 약속이 이어졌다. 미국은 임무 지원을 위해 1억 달러를 추가로 기부하겠다고 밝혀 총 약속액을 3억달러로 증액했고 베냉은 병력 2천명을 지원하겠다고 발표했다. 2024년 3월 22일 기준 케냐, 자메이카, 바하마, 앤티카 바부다, 방글라데시, 베냉, 차드가 공식적으로 인력 제공을 약속했다.
파병에 앞서 임무단은 유엔 안전 보장 이사회에 작전 계획을 제출하고 임무를 감시할 감독 체계를 구축해야 하며, 참여 인력도 유엔의 심사를 받게 된다. 또한 미국의 지원을 받는 인력은 리히법에 따라 미국의 인권 심사도 같이 받는다.

## 준비
미국은 임무에 2억 달러에 추가적으로 인도주의적 지원으로 1억 달러를 지원한다고 밝혔다. 캐나다는 임무 비용 8,050만 달러를 포함해 총 1억 2,300만 달러를 아이티에 지원한다고 밝혔다. 2024년 3월 기준 유엔은 공식적으로 7,800만 달러 지원을 약속했으며 이 중 캐나다와 프랑스가 1,080만 달러를 지급했다고 밝혔다.
2024년 5월 20일 아이티의 수도 포르토프랭스에 있는 투생 루베르튀르 국제공항이 3개월간 임시 폐장되었다가 재개장했다. 미군은 개입을 위한 보급로를 닦기 위해 이전 몇 주 간 보급품과 민간 비행기를 싣고 비행했다고 밝혔다.
2024년 5월 23일, 임무를 주도하러는 케냐의 의지를 인정해 조 바이든 미국의 대통령은 케냐가 주요 비NATO 동맹국 지위를 부여받을 것이라고 발표했다.

## 같이 보기
- 아이티 위기 (2018년~현재)
- 아이티 갱단 전쟁
- 민주주의 유지 작전
- 유엔 안전 보장 이사회 결의 제940호